# Ож (Шарант)
Ож (фр. Auge (Charente)) је насељено место у Француској у региону Поату-Шарант, у департману Шарант.
По подацима из 1990. године број становника у месту је био 184, а густина насељености је износила 22 становника/km².

## Демографија
| 1990. |
| ----- |
| 184   |